# Club Voleibol Haris
El Club Voleibol Haris es un club de voleibol femenino de la isla de Tenerife, España, fundado en agosto de 2011, y actualmente juega en la Superliga Femenina de España, con el nombre de Tenerife Libby's La Laguna.
El nombre del equipo proviene de las siglas de las palabras humildad, actitud, respeto, ilusión y sueño. 
En 2022 el equipo logró el subcampeonato de la Copa Challenge de la CEV, tras caer en dos partidos ante el Scandicci Savino Del Bene italiano. En el ámbito local, ese mismo año se alzaron con la Superliga 2021-22, luego de derrotar al CV Gran Canaria Urbaser 3-0, y la Copa de la Reina tras vencer al Arenal Emevé por tres sets a uno. Cerró la temporada 2022 consagrándose campeón de la Supercopa luego de derrotar nuevamente al Arenal Emevé por 3-1 en un partido sin público (tras una alerta por COVID) en el Pabellón Santiago Martín. La capitana, Lisbet Arredondo, finalizó el encuentro con 18 puntos y fue elegida MVP de la final.
En febrero de 2023 repitió la hazaña en la Copa de la Reina, derrotando esta vez al CV Hidramar Gran Canaria en tie-break. En 2023 llegó a la final de la Superliga, donde se encontró nuevamente con el CV Hidramar Gran Canaria pero en esta ocasión perdió 1-3 en una serie al mejor de cinco partidos.

## Plantillas
| #                                                                                            | Nombre                   | F. nacimiento | Estatura (cm) | Origen | Co | Re | Ce | Op | Li |
| -------------------------------------------------------------------------------------------- | ------------------------ | ------------- | ------------- | ------ | -- | -- | -- | -- | -- |
| 1                                                                                            | Nayuma Sibide de León    | 04/02/2004    | 180           |        |    |    | x  |    |    |
| 2                                                                                            | María Jorge              | 23/01/2003    | 178           |        | x  |    |    |    |    |
| 5                                                                                            | Belly Bhella Nsungimina  | 20/04/1994    | 170           |        |    | x  |    |    |    |
| 6                                                                                            | Avalyn Keli Niece        | 10/07/1998    | 189           |        |    |    | x  |    |    |
| 7                                                                                            | Elena Arán Clavería      | 05/12/1991    | 178           |        |    | x  |    |    |    |
| 9                                                                                            | Patricia Aranda Muñoz    | 27/06/1979    | 181           |        | x  |    |    |    |    |
| 11                                                                                           | Daysa Delgado Van Dongen | 06/08/1987    | 185           |        |    |    | x  |    |    |
| 12                                                                                           | Hilda Gustafsson         | 25/12/2002    | 180           |        | x  |    |    |    |    |
| 13                                                                                           | Patricia Llabrés         | 15/04/1996    | 168           | España |    |    |    |    | x  |
| 14                                                                                           | Julie Lengweiler         | 06/11/1998    | 186           |        |    |    |    | x  |    |
| 17                                                                                           | Lisbet Arredondo         | 22/11/1987    | 185           |        |    | x  |    |    |    |
| 18                                                                                           | Giulia Frani             | 06/05/2005    | 178           |        |    | x  |    |    |    |
| 19                                                                                           | Elsa Lías                | 18/07/2004    | 184           | España |    |    | x  |    |    |
| 20                                                                                           | Margaret Ann Wolowicz    | 10/06/1997    | 193           |        |    |    | x  |    |    |
| Entrenador: Juan Diego Garcia Preparador físico: Jesús La Torre Fisioterapeuta: Sergio Pérez |                          |               |               |        |    |    |    |    |    |

## Palmarés
El C. V. Haris ha conseguido los siguientes títulos:
- Temporada 2014-2015

Campeón Copa Princesa 2015
Campeón Superliga 2 Femenina 2014/2015
- Temporada 2015-2016

Subcampeón Superliga Femenina de Voleibol 2015/16
3º Clasificado Copa SM La Reina 2016
- Temporada 2016-2017

Subcampeón Superliga Iberdrola de Voleibol 2016/17
Campeón Copa SM La Reina 2017
Campeón Supercopa de España femenina de voleibol 2016
Participación en la CEV Challenge Cup 2016/2017 (17º clasificado)
- Temporada 2017-2018

Subcampeón Superliga Iberdrola de Voleibol 2017/18
3º Clasificado Copa SM La Reina 2018
Subcampeón Supercopa Femenina de Voleibol 2017
- Temporada 2018-2019

Subcampeón Copa SM La Reina 2019
Subcampeón Supercopa Femenina de Voleibol 2018
Participación en la CEV Challenge Cup 2018/2019
4º clasificado Liga Iberdrola de Voleibol 2018/19
- Temporada 2021-2022

Campeón Copa de la Reina 2022
Campeón Superliga Femenina de Voleibol 2021-22
Subcampeón Copa CEV Challenge 2021/22
Campeón Supercopa Femenina de Voleibol 2022
- Temporada 2022-2023

Campeón Copa de la Reina 2023
Campeón Supercopa de España
Subcampeón Superliga Femenina de Voleibol 2022-23

## Trayectoria
| Competición | Temporada | Puesto en liga | Resultado                                                                                 |
| ----------- | --------- | -------------- | ----------------------------------------------------------------------------------------- |
| Superliga 2 | 2014-15   | 1.º            | Campeón de Liga - Campeón de Copa Princesa                                                |
| Superliga   | 2015-16   | 2.º            | Subcampeón de Liga                                                                        |
| Superliga   | 2016-17   | 2.º            | Subcampeón de Liga - Campeón de la Copa de la Reina - Campeón de la Supercopa             |
| Superliga   | 2017-18   | 2.º            | Subcampeón de la Supercopa - Subcampeón de Liga                                           |
| Superliga   | 2018-19   | 2º             | Subcampeón de la Supercopa - Subcampeón de la Copa de la Reina                            |
| Superliga   | 2019-20   |                |                                                                                           |
| Superliga   | 2020-21   |                |                                                                                           |
| Superliga   | 2021-22   | 1º             | Campeonas de Liga - Campeón de la Copa de la Reina - Subcampeonas de la CEV Challenge Cup |
| Superliga   | 2022-23   |                |                                                                                           |
| Superliga   | 2023-24   | 3º             | Subcampeón de la Supercopa                                                                |

## Páginas externas
- Federación Canaria de Voleibol
- Women CEV

- Datos: Q45321371